# Georg Ratzinger (Kirchenmusiker)

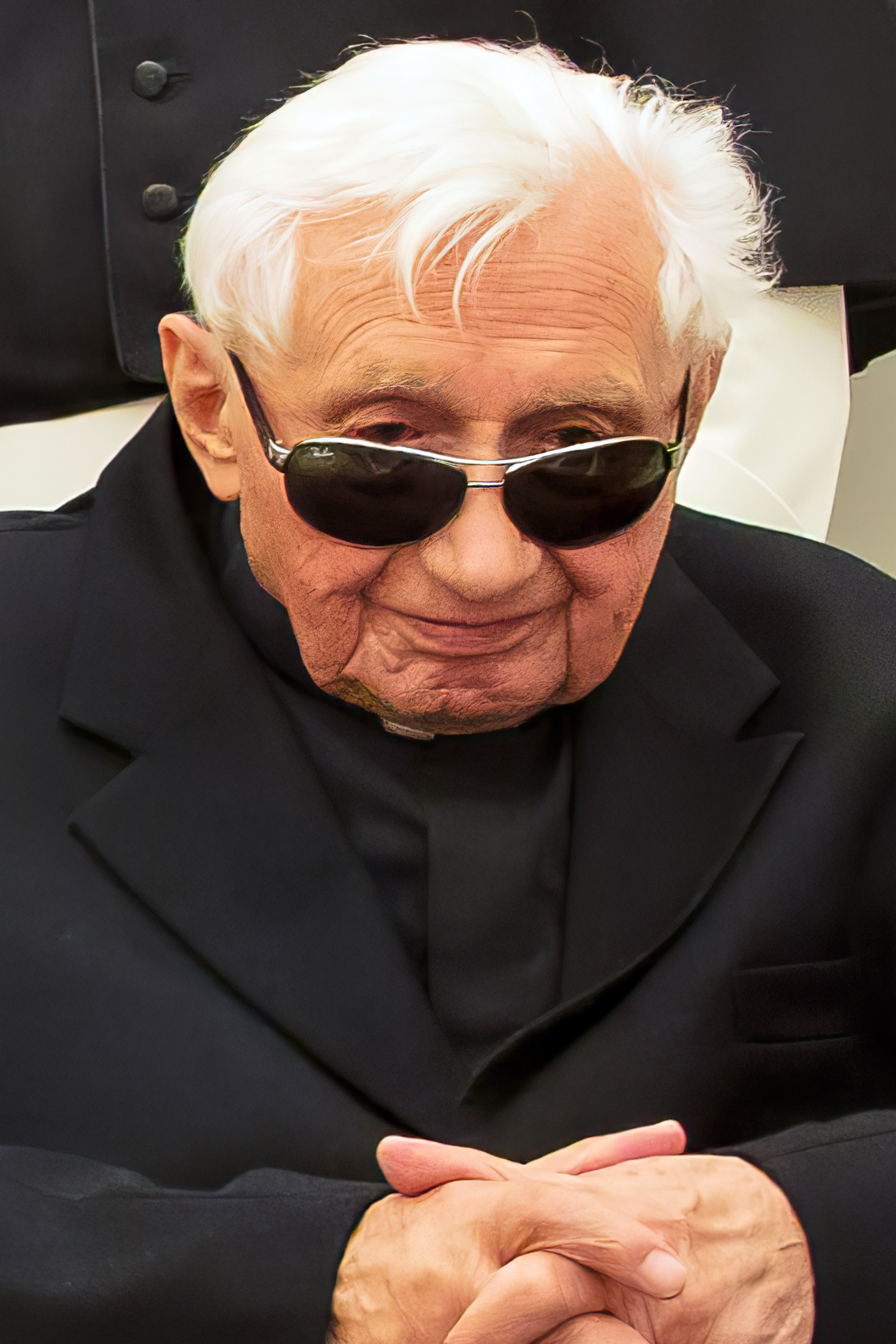
Georg Ratzinger (2019)

Georg Ratzinger (* 15. Januar 1924 in Pleiskirchen, Oberbayern; † 1. Juli 2020 in Regensburg) war ein deutscher römisch-katholischer Priester und Kirchenmusiker. Er war der Bruder von Papst Benedikt XVI. (Joseph Ratzinger).

## Familie
Georg Ratzinger wurde am 15. Januar 1924 als Sohn des Gendarmeriemeisters Joseph (* 6. März 1877; † 25. August 1959) und der Köchin Maria, geb. Peintner (* 7. Januar 1884; † 16. Dezember 1963) geboren. Er war Großneffe des Reichstagsabgeordneten und Priesters Georg Ratzinger und hatte zwei Geschwister, Joseph Aloisius (* 16. April 1927; † 31. Dezember 2022) und Maria Ratzinger (* 7. Dezember 1921; † 2. November 1991). Die Schwester widmete sich bis zu ihrem Tod seinem Haushalt und zeitweise auch dem seines Bruders, des späteren Papstes Benedikt XVI.

## Leben
Kurz nach Ratzingers Geburt übersiedelte die Familie nach Marktl am Inn, dem neuen beruflichen Einsatzort des Vaters. Beruflich bedingt zog die Familie 1929 nach Tittmoning um, wo Georg Ratzinger in die Volksschule eingeschult wurde. 1932 erfolgte wieder ein Umzug nach Aschau am Inn; ein Jahr später kauften die Eltern ein Bauernhaus in Hufschlag bei Traunstein. Bereits als Elfjähriger spielte Georg Ratzinger Kirchenorgel. 1935 trat er in das Erzbischöfliche Kleine Seminar in Traunstein ein, wo er ersten professionellen Instrumentalunterricht erhielt. 1941 hörte er zum ersten Mal die Regensburger Domspatzen, als sie zum Mozartjahr in Salzburg sangen.
Im selben Jahr musste er wegen der gesetzlich verordneten Jugenddienstpflicht in die Hitler-Jugend eintreten. Im Sommer 1942 wurde er zum Reichsarbeitsdienst und im Herbst zur Wehrmacht eingezogen, wo er in Frankreich, in den Niederlanden und der Tschechoslowakei eingesetzt wurde. 1944 wurde er in Italien am rechten Oberarm verwundet, ins Lazarett nach Traunstein verlegt und nach Genesung wieder in Italien eingesetzt. Gegen Kriegsende geriet er in amerikanische Gefangenschaft. Im Juli 1945 kehrte er nach Traunstein heim.
Im Januar 1946 trat er zusammen mit seinem jüngeren Bruder Joseph in das Priesterseminar der Erzdiözese München und Freising ein. Gleichzeitig führte er seine musikalischen Studien fort. Im Oktober 1950 erhielt er die Subdiakonats- und Diakonenweihe. Am 29. Juni 1951 empfing er im Freisinger Dom zusammen mit seinem Bruder von Kardinal Michael von Faulhaber das Sakrament der Priesterweihe. Die Primiz feierten er und sein Bruder Joseph am 8. Juli 1951 in der Traunsteiner Pfarrkirche St. Oswald.
Er war unter anderem als Musikpräfekt im Erzbischöflichen Knabenseminar Freising tätig, studierte Kirchenmusik an der Musikhochschule in München und schloss dort 1957 die Meisterklasse ab. Anschließend wurde er in Traunstein zunächst Chordirektor, kurz darauf Chorregent an der dortigen Pfarrkirche St. Oswald und Musikpräfekt am Erzbischöflichen Studienseminar. Während seines Musikstudiums war er seelsorgerisch tätig, unter anderem als Kaplan in der Pfarrei St. Ludwig in München und Wallfahrtskurat in der Wallfahrtskirche Mariä Himmelfahrt in Maria Dorfen bei München.
Am 1. Februar 1964 wurde er der Nachfolger von Theobald Schrems als Domkapellmeister am Regensburger Dom und Leiter der Regensburger Domspatzen. 1967 wurde er durch Papst Paul VI. zum Päpstlichen Ehrenkaplan (Monsignore) ernannt, 1976 erfolgte die Ernennung zum Päpstlichen Ehrenprälaten. Mit dem 70. Geburtstag Georg Ratzingers sowie dem Jubiläum 30 Jahre Domkapellmeister trat er 1994 als Leiter der Regensburger Domspatzen zurück. Sein Nachfolger wurde Roland Büchner.
Nach seinem Rücktritt trat er in das Kapitel des Kollegiatstifts zu den Heiligen Johann Baptist und Johann Evangelist in Regensburg ein und zog in die Regensburger Luzengasse. Von 1995 bis 2001 nahm er die Aufgabe des Stiftsdekans des Kapitels des Kollegiatstifts von St. Johann wahr.
Am 8. Juli 2001 feierten Georg und Joseph Ratzinger gemeinsam ihr 50-jähriges Priesterjubiläum im Münchner Dom zu Unserer Lieben Frau. Am 29. Juni 2011 feierte er mit seinem Bruder und weiteren Weihekollegen in Rom sein 60-jähriges Priesterjubiläum.
Im September 2011 erschienen Ratzingers Erinnerungen an seinen Bruder mit dem Titel Mein Bruder, der Papst. Aufgezeichnet wurden sie von dem Journalisten Michael Hesemann.

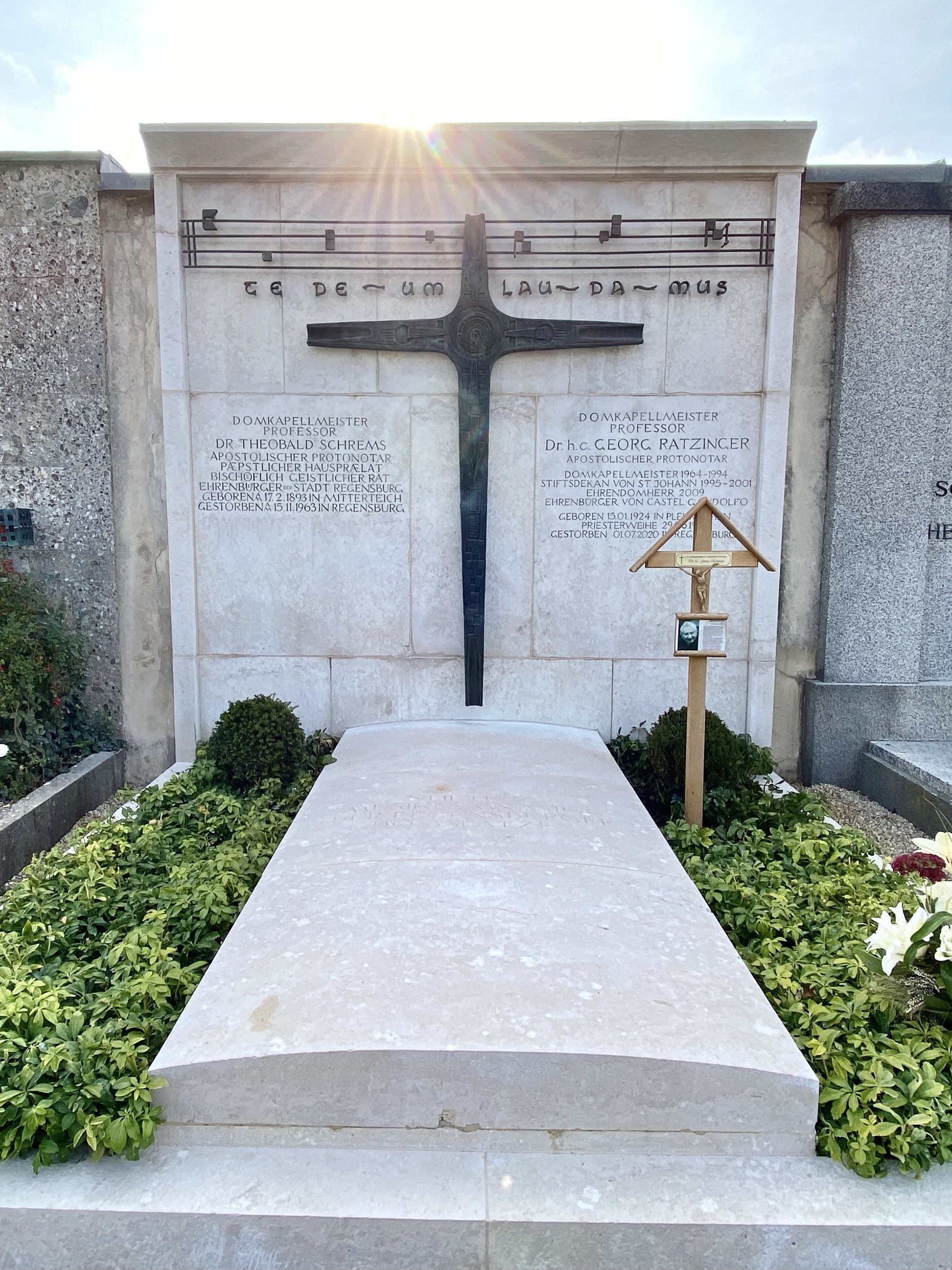
Grab von Theobald Schrems und Georg Ratzinger auf dem Unteren Katholischen Friedhof in Regensburg

Am 15. Januar 2014 beging Georg Ratzinger seinen 90. Geburtstag im Vatikan. Ihm zu Ehren wurde in Anwesenheit seines Bruders, Papst em. Benedikt XVI., ein privat organisiertes Konzert mit Wolfgang Nöth gegeben; Michael Hesemann hielt eine Laudatio.
Georg Ratzinger starb am 1. Juli 2020, kurz nachdem ihn sein Bruder noch einmal für vier Tage besucht hatte, im Alter von 96 Jahren in Regensburg.
Mit einer Totenvesper im Regensburger Dom am 5. Juli 2020 gedachten seiner über 200 aktive und ehemalige Domspatzen (mehr Teilnehmer waren aufgrund der COVID-19-Pandemie nicht zugelassen), woran sich mehrtägige Trauerfeiern anschlossen: wie ein Sterberosenkranz, ein Trauerdefilee in der Stiftskirche St. Johann und ein Requiem im Dom am 8. Juli 2020 unter Leitung von Bischof Rudolf Voderholzer sowie den Konzelebranten Erzbischof Georg Gänswein, der einen Abschiedsbrief Benedikt XVI. verlas, und Erzbischof Nikola Eterović, dem Apostolischen Nuntius in Deutschland. Gäste waren unter anderem Reinhard Marx, Gerhard Ludwig Müller sowie Bischof Gregor Maria Hanke, Kurienbischof Franz-Peter Tebartz-van Elst, Weihbischof Reinhard Pappenberger und Weihbischof Josef Graf sowie Gloria von Thurn und Taxis. Sein Bruder nahm via Livestream teil. Papst Franziskus richtete ein persönliches Beileidsschreiben an Benedikt XVI.
Beerdigt wurde Georg Ratzinger auf dem Unteren Katholischen Friedhof im Stiftungsgrab der Regensburger Domspatzen, in dem auch schon sein Vorgänger Theobald Schrems bestattet wurde. Die Beisetzung nahm der Stiftsdekan des Kanonikerkapitels Johannes Hofmann vor.
Nach dem Tod von Georg Ratzinger verzichtete Benedikt XVI. zugunsten des Heiligen Stuhls auf das Erbe seines älteren Bruders.

## Künstlerisches Wirken
Bereits 1965, im Jahr nachdem Ratzinger das Amt des Domkapellmeisters übernommen hatte, erfolgten die ersten Schallplattenaufnahmen und die erste Auslandstournee nach Rom mit Konzerten, der Teilnahme bei einer Konzilsmesse des laufenden Zweiten Vatikanischen Konzils sowie einem privaten Empfang durch Papst Paul VI. Zu Weihnachten 1965 gab Ratzinger mit den Domspatzen auch das erste seiner Weihnachtskonzerte in Regensburg. Der Chor entfaltete neben zahlreichen TV-Auftritten eine rege Konzerttätigkeit mit Reisen und Tourneen in die USA, nach Italien, Großbritannien, Schottland, Skandinavien, Kanada, Taiwan, Japan, Irland, Polen, Ungarn, in die DDR und in den Vatikan sowie jährlich einer Deutschlandtournee; weiterhin erfüllte er seine primäre Aufgabe, die liturgischen Dienste im Dom von St. Peter in Regensburg. Zwischen 1964 und 1994 bestritt er als Domkapellmeister mit den Regensburger Domspatzen über 1000 Konzerte im In- und Ausland. 1976 feierten die Domspatzen ihr 1000-jähriges Bestehen. Im darauf folgenden Jahr leitete Georg Ratzinger den Chor bei der Weihe seines Bruders Joseph zum Erzbischof von München und Freising.
Georg Ratzinger widmete sich der Kirchenmusik nicht nur in seinem Amt als Domkapellmeister (Dirigent), sondern auch als Komponist und Arrangeur. Anlässlich des Heiligen Jahres 2000 schrieb er die Messe L’Anno Santo, die im Regensburger Dom uraufgeführt wurde. Auch ein Satz zu O du fröhliche, der von den Domspatzen gelegentlich als Zugabe in Weihnachtskonzerten gesungen wird, stammt von ihm.
Bei den Regensburger Domspatzen entstanden unter seiner Leitung Einspielungen großer Werke der Chormusik und der Vokalpolyphonie. Für sein Engagement für die Musica Sacra wurde er unter anderem zum Ehrenmitglied der „Consociatio Internationalis Musicae Sacrae“ (CIMS; 1989) und des Verbandes „Pueri Cantores“ (1991) ernannt.
Musikalisch stand Ratzinger – neben der Pflege der Alten Musik – vor allem der Chormusik der Romantik nahe. Unter anderem gilt es als sein Verdienst, dass die Kirchenmusik des zwischenzeitlich in Vergessenheit geratenen Komponisten Joseph Gabriel Rheinberger heute wieder öfter aufgeführt wird. Seine Repertoires beinhalteten ebenso zeitgenössische Werke, etwa solche von Max Baumann, Karl Höller, Friedrich Zipp, Maurice Duruflé sowie des mit ihm befreundeten Hermann Schroeder. Darüber hinaus war er Mitglied der Max-Baumann-Gesellschaft.
Seine herausragenden Leistungen für die Kirchenmusik wurden durch die Verleihung der Ehrendoktorwürde durch die Päpstliche Hochschule für Kirchenmusik „Pontificio Instituto di Musica Sacra“ Rom (2000) und die Ernennung zum Honorarprofessor durch die Hochschule für Katholische Kirchenmusik und Musikpädagogik Regensburg (2004) gewürdigt.
Christian Heiß, ehemaliges Mitglied der Domspatzen und seit 2019 Domkapellmeister in Regensburg, gibt folgenden Eindruck über Georg Ratzinger wieder: „Ich habe Georg Ratzinger als musikalisch herausragenden, liebenswerten, väterlich-fürsorgenden, fordernden und fördernden Menschen erlebt, für den Musik und christlicher Glaube untrennbar verbunden sind. Er war für die Regensburger Domspatzen ein Glücksfall.“

## Vorwürfe und Stellungnahmen zu Missbrauchsthemen
Nachdem im Jahr 2010 Fälle von körperlichen Misshandlungen und sexuellem Missbrauch bei den Domspatzen publik geworden waren, geriet auch Ratzingers Erziehungs- und Führungsstil in die Kritik. Er selber räumte ein, gemäß dem in der damaligen Zeit allgemein üblichen Erziehungsstil Fehlverhalten gelegentlich mit Ohrfeigen bestraft zu haben. Nach Angaben des Nachrichtenmagazins Der Spiegel bezeichneten ehemalige Sänger der Regensburger Domspatzen Ratzinger als „extrem cholerisch und jähzornig“. Andere ehemalige Domspatzen, die sich kurz darauf an die Mittelbayerische Zeitung wandten, nahmen Ratzinger in Schutz und betonten, es habe zu ihrer Zeit keine derartigen Gewaltanwendungen gegen Sänger gegeben.
Laut Abschlussbericht (Juli 2017) des vom Bistum mit umfangreichen Untersuchungen über die Vorfälle bei den Domspatzen in ihrer Gesamtheit beauftragten Rechtsanwaltes Ulrich Weber hatte Ratzinger keine Kenntnis über sexuelle Gewalt bei den Domspatzen, habe aber in Fällen körperlicher Gewalt trotz Kenntnis nicht eingegriffen. Weber sprach von einer „Kultur des Schweigens“.
Eine vom Bistum Regensburg in Auftrag gegebene Aufarbeitungsstudie kam 2019 zu dem Ergebnis, dass Domkapellmeister Ratzinger „den ihm übertragenen Erziehungs- und Fürsorgeauftrag aus kriminologischer Sicht gegenüber zahlreichen ehemaligen Schülern der Domspatzen aufgrund seines Gewaltverhaltens nicht erfüllt“ habe. Er habe den betroffenen Schülern sowohl „in Form der Vernachlässigung zuvorderst im Hinblick auf seine diesbezüglich nicht wahrgenommenen Aufgaben als Vorsitzender des Direktoriums der Stiftung der Regensburger Domspatzen und Kuratoriumsmitglied in Etterzhausen – wie direkt – in Form ausgeübter physischer und psychischer Gewalt – schweres Leid zugefügt“. Typologisch habe Ratzinger im Untersuchungszeitraum „zur physisch-expressiven Gewalt“ tendiert, es sei „über die Jahrzehnte hinweg gemessen am Verhalten kein Wille erkennbar, an der eigenen Unbeherrschtheit und damit verbundenen spontan-reaktiven Gewaltausübung etwas verändern zu wollen“.

## Diskografie (Auswahl)
(alle Aufnahmen mit den Regensburger Domspatzen)
- Weihnachtskonzert (Deutsche Grammophon; 1980)
- Auf! Lasst uns singen – Volkslieder mit den Regensburger Domspatzen (Harmonia Mundi; 1982)
- Heinrich Ignaz Franz Biber: Missa Sancti Henrici & Sonata tam aris quam aulis servientes. Mit dem Collegium Aureum (Deutsche Harmonia Mundi; 1983)
- Ave Maris Stella – Missa und Motetten von Josef Rheinberger (Deutsche Harmonia Mundi; 1983)
- Giovanni Pierluigi da Palestrina: Missa Papae Marcelli + 10 Motetten (Deutsche Harmonia Mundi; 1985)
- Karl Ditters von Dittersdorf: Geistliche Musik (Ars Musici; 1987)
- Weihnachten mit den Regensburger Domspatzen (Harmonia Mundi; 1988)
- Frisch auf und lasst uns singen (Ars Musici; 1989)
- Franz Schubert: Deutsche Messe + Johannes Brahms: Marienlieder (Ars Musici; 1990)
- Die Regensburger Domspatzen im Konzert: Geistliche und weltliche Chormusik (Ars Musici; 1992)
- Hans Leo Hassler: Ihr Musici – Geistliche und weltliche Vokalmusik (Deutsche Harmonia Mundi; 1992)
- Orlando di Lasso: Geistliche und weltliche Chorwerke (Ars Musici; 1993)
- Joseph Rheinberger: Geistliche und weltliche Chormusik (Ars Musici; 1994)
- Felix Mendelssohn Bartholdy: Geistliche und weltliche Chormusik (Ars Musici; 1995)

## Filmografie (Auswahl)
(alle Aufnahmen mit den Regensburger Domspatzen)
- ZDF-Serie „Chöre der Welt“ (1966)
- Münchner Sonntagskonzerte des Bayerischen Rundfunks (erstmals 1970)
- Volkslieder im ZDF (1971)
- Adventssonntage im ARD-Fernsehen (1976)
- Peter-Alexander-Show im ZDF (1978)
- Anneliese-Rothenberger-Show im ZDF (1980)
- „Wir Kinder – Die Regensburger Domspatzen“ in der ARD (1981)
- Porträt über die Regensburger Domspatzen im ZDF (1987)
- „Unter den Schwibbögen“ – Porträt von Georg Ratzinger im ZDF (1993)

## Schriften
- mit Michael Hesemann: Mein Bruder, der Papst. Herbig, München 2011, ISBN 978-3-7766-2678-0.
- Missa L’anno santo für gemischten Chor a cappella. Feuchtinger & Gleichauf, Regensburg 2000.

## Ehrungen und Auszeichnungen
- 1944: Eisernes Kreuz 2. Klasse
- 1944: Verwundetenabzeichen Schwarz
- 1967: Ehrentitel Kaplan Seiner Heiligkeit durch Papst Paul VI.
- 1976: Ehrentitel Titel Päpstlicher Ehrenprälat durch Papst Paul VI.
- 1976: Verleihung des Bayerischen Poetentalers
- 1981: Verdienstkreuz am Bande des Verdienstordens der Bundesrepublik Deutschland
- 1983: Bayerischer Verdienstorden
- 1985: Verleihung des Kulturpreises der Stadt Regensburg
- 1988: Verleihung des Kulturpreises Ostbayern
- 1989: Verdienstkreuz 1. Klasse des Verdienstordens der Bundesrepublik Deutschland
- 1989: Ehrenmitgliedschaft für Georg Ratzinger der „Consociatio Internationalis Musicae Sacrae“ (CIMS)
- 1991: Ehrenmitglied des Verbandes „Pueri Cantores“
- 1993: Ehrentitel Apostolischer Protonotar, die höchste päpstliche Ehrenprälatenwürde, durch Papst Johannes Paul II.
- 1994: Großes Verdienstkreuz des Verdienstordens der Bundesrepublik Deutschland
- 1994: Albertus-Magnus-Medaille der Stadt Regensburg
- 1994: Verleihung der Orlando di Lasso-Medaille des Allgemeinen Cäcilienverbandes.
- 1994: Ehrenvorstand des Vereins „Freunde des Regensburger Domchors“ e. V.
- 1994: Ehrenmedaille des Bezirks Oberpfalz
- 2000: Ehrendoktorwürde durch das römische Päpstliche Institut für Kirchenmusik (Pontificio Instituto di Musica Sacra)
- 2004: Ernennung zum Honorarprofessor durch die Hochschule für Katholische Kirchenmusik und Musikpädagogik Regensburg
- 2005: Österreichisches Ehrenkreuz für Wissenschaft und Kunst I. Klasse[24]
- 2008: Ehrenbürgerschaft der Stadt Castel Gandolfo
- 2009: Ernennung zum Ehrendomherrn am Regensburger Dom durch Bischof Gerhard Ludwig Müller[25]
- 2009: Großkreuz des Verdienstordens der Italienischen Republik
- 2010: „Ehrenpreis der Fondazione Pro Musica e Arte Sacra“, die höchste Auszeichnung, die von der römischen Stiftung für geistliche Kunst und Musik vergeben wird.[26][27]